# Francisco Polo
Francisco de Paula Polo Llavata, né le 9 avril 1981, est un homme politique espagnol membre du Parti socialiste ouvrier espagnol (PSOE).
Nommé secrétaire d'État au Progrès numérique par la ministre Nadia Calviño en juin 2018, il devient député de la circonscription de Barcelone lors des élections générales d'avril 2019.

## Biographie

### Études et profession
Francisco Polo est titulaire d'une licence et d'un master en droit, ce dernier obtenu à l'École supérieure d'administration et de direction d'entreprises (ESADE), rattachée à l'université privée Ramon Llull. Il possède un diplôme en études internationales et diplomatie délivré par le Centre des études internationales de l'université de Barcelone.
Avec Fernando Blat et Álvaro Ortiz, il fonde la startup Actuable, destinée à rivaliser avec la plateforme Change.org. Une fusion entre les deux entreprises conduit Francisco Polo à devenir directeur général de Change.org en Espagne.

### Activités politiques
Après une première étape au sein du secrétariat à l'Organisation du PSOE dirigé par Leire Pajín, Francisco Polo prend ses distances avec le parti en raison de l'adoption de la loi Sinde à laquelle il était opposé.
Lorsque Pedro Sánchez gagne les primaires socialistes de juin 2017, celui-ci nomme Francisco Polo à la commission exécutive fédérale du PSOE au poste de secrétaire à l'Entrepreneuriat, à la Science et à l'Innovation. Lorsque Sánchez accède au pouvoir en juin 2018, Polo est nommé secrétaire d'État au Progrès numérique avec une forte dimension d'aide à l'entrepreneuriat.
Il quitte cette fonction en janvier 2020 et est nommé Haut commissaire pour l'Espagne Nation entrepreneuse au sein de la présidence du gouvernement. Considérant sa mission achevée, il sollicite son retrait en février 2023 et la réintégration de ses compétences au bénéfice des départements ministériels concernés.
Il est par ailleurs élu au Congrès des députés en représentation de la circonscription électorale de Barcelone lors des deux scrutins législatifs d'avril 2019 et novembre 2019.